# Sigatoka
Sigatoka (ook: Singatoka) is een plaats op het Fiji-eiland Viti Levu en hoofdstad van de provincie Nadroga-Navosa. De stad ligt aan de monding van de Sigatokarivier op het zuidwestelijk deel van het eiland. De plaats ontleent zijn naam aan de rivier. Bij de volkstelling van 1996 had het een inwonertal van 7940.
Van 1912 tot 1923 hadden de bananenplantages in de Sigatokavallei zwaar te lijden onder de Yellow Sigatoka, een bladschimmelziekte die bananenplanten aantast en die in die periode epidemische proporties aannam. Een nog schadelijker variant, de Zwarte Sigatokaziekte, werd hiernaar vernoemd.

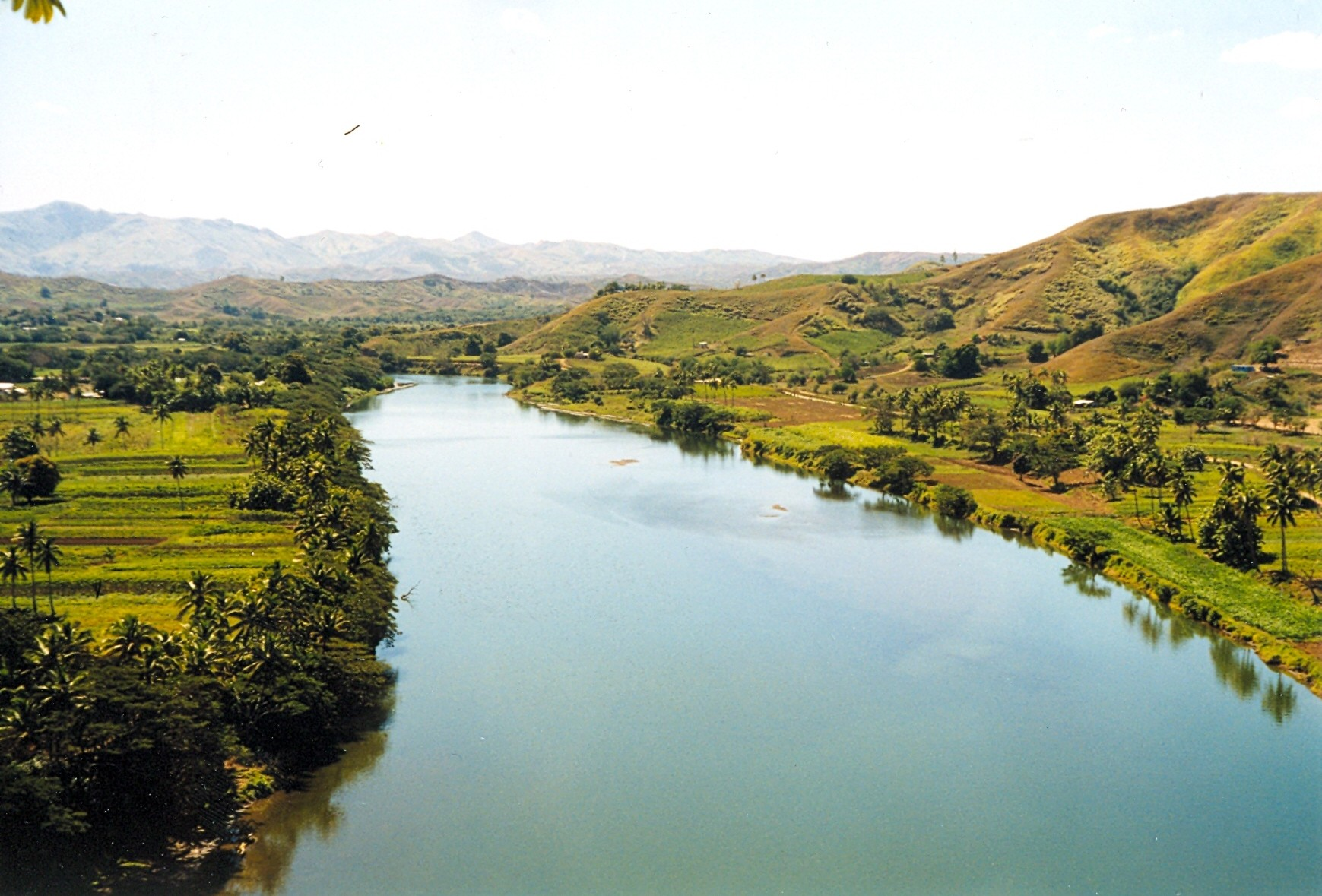
De Sigatokarivier